# Hörcompany
Die Hörcompany ist ein unabhängiger deutscher Hörbuchverlag mit einem Schwerpunkt auf Kinder- und Jugendhörbüchern. Gegründet wurde der Verlag im Jahr 2000 von Angelika Schaack und Andrea Herzog. Vertrieben werden Hörbücher über die Verlagsgruppe Beltz. Von 2001 bis 2024 war die Hörcompany Teil der W1-Media GmbH, im Juli 2024 wurde sie von der Bastei Lübbe AG übernommen. Seit Bestehen erfolgt eine regelmäßige Teilnahme an der Frankfurter und Leipziger Buchmesse. Die Hörcompany zählt zu den Hörbuchverlagen mit den meisten Auszeichnungen.

## Programm
Zu den circa 300 produzierten Hörbüchern der Hörcompany zählen u. a. „Der Sängerkrieg der Heidehasen“ (James Krüss), „Der Grüffelo“ (Julia Donaldson, Axel Scheffler) und „Skulduggery Pleasant“ (Derek Landy).

## Sprecher
Zu den Sprechern gehören unter anderem Rainer Strecker, Jens Wawrczeck, Martin Baltscheit, Peter Lohmeyer, Wolfgang Völz, Rosemarie Fendel, Oliver Rohrbeck und Ilona Schulz.

## Auszeichnungen
- 2001, Hörbuchbestenliste, Kinder- und Jugendhörbuch des Jahres, Du bist da, und ich bin hier
- 2004, Hörbuchbestenliste, Kinder- und Jugendhörbuch des Jahres, Despereaux, von einem der auszog das Fürchten zu verlernen
- 2005, Deutscher Hörbuchpreis, Bestes Jugendhörbuch, Wenn dich ein Löwe nach der Uhrzeit fragt
- 2005, Hörbuchbestenliste, Kinder- und Jugendhörbuch des Jahres, Winn-Dixie
- 2006, Hörbuchbestenliste, Kinder- und Jugendhörbuch des Jahres, Wie schön weiß ich bin
- 2009, Hörbuchbestenliste, Kinder- und Jugendhörbuch des Jahres, Simpel
- 2011, Hörbuchbestenliste, Kinder- und Jugendhörbuch des Jahres, Matti und Sami und die drei größten Fehler des Universums
- 2014, Deutscher Hörbuchpreis, Beste verlegerische Leistung, Weltliteratur für Kinder
- 2015, Deutscher Hörbuchpreis, Kinder- und Jugendhörbuch des Jahres, Der Junge, der mit den Piranhas schwamm
- 2021, Hörbuchbestenliste, Kinder- und Jugendhörbuch des Jahres, Dinge, die so nicht bleiben können